# Ardisia tuerckheimii
Ardisia tuerckheimii är en viveväxtart som beskrevs av J. D. Smith. Ardisia tuerckheimii ingår i släktet Ardisia och familjen viveväxter. Inga underarter finns listade i Catalogue of Life.